# Broadway (film, 1942)
Pour les articles homonymes, voir Broadway (homonymie).
Pour plus de détails, voir Fiche technique et Distribution.
Broadway est un film américain musical de William A. Seiter, sorti en 1942.

## Synopsis
Un danseur hollywoodien revient à Manhattan et se souvient avoir travaillé dans une boîte de nuit avec la petite amie d'un bootlegger.

## Fiche technique
- Titre : Broadway
- Réalisation : William A. Seiter
- Scénario : George Abbott, John Bright, Phillip Dunning, Felix Jackson
- Producteur : Bruce Manning
- Musique : Frank Skinner
- Directeur de la photographie : George Barnes
- Montage : Ted J. Kent
- Costumes : Vera West
- Direction musicale : Charles Previn
- Chorégraphie : John Mattison
- Durée : 91 minutes
- Pays : États-Unis
- Langue : Anglais
- Couleur : Noir et blanc
- Format : 1.37 : 1
- Date de sortie :
  - USA : 8 mai 1942

## Distribution
- George Raft : Lui-même
- Pat O'Brien : Dan McCorn
- Janet Blair : Billie Moore
- Broderick Crawford : Steve Crandall
- Marjorie Rambeau : Lillian (Lil) Rice
- Anne Gwynne : Pearl
- S.Z. Sakall : Nick
- Edward Brophy : Porky
- Marie Wilson : Grace
- Gus Schilling : Joe
- Ralf Harolde : Dolph
- Arthur Shields : Pete Dailey
- Iris Adrian : Maisie
- Janet Warren : Ruby
- Dorothy Moore : Ann
- Nestor Paiva : Rinalti
- Abner Biberman : Trado
- Damian O'Flynn : Scar Edwards
- Mack Gray : Mack 'Killer' Gray

Acteurs non crédités
- Linda Brent : Hat Check Girl
- Eddie Bruce : Photographe
- Jimmy Conlin : Journaliste
- Kernan Cripps : Employé à la morgue
- Joe Cunningham : Détective
- John Daheim : Andy
- Fern Emmett : Femme de Will
- Frank Ferguson : Reporter
- James Flavin : Portier
- Pat Gleason : Reporter
- Joe Gray : Contrebandier
- John Harmon : Harry
- Jennifer Holt : Hôtesse de la TWA
- Charles Jordan : Gangster
- Tom Kennedy : Kerry
- Charles Lane : Hungry Harry
- Grace Lenard : Grace
- Arthur Loft : Détective
- Eve March : Mary
- John Maxwell : Ed
- Larry McGrath : Gangster
- Billy Nelson : Tommy
- Jay Novello : Eddie
- Jimmy O'Gatty : Gangster
- Tony Paton : Gangster
- Lee Phelps : Détective
- Henry Roquemore : Will
- Benny Rubin : Conseiller
- Harry Seymour : Accordeur de pianos
- John Sheehan : Oscar
- Byron Shores : Manager
- Sammy Stein : Slug
- Kenny Stevens : Ken Stevens
- Charles Sullivan : Gangster
- Walter Tetley :  Messager de Western Union
- Harry Tyler : Wingy
- Anthony Warde : Gangster